# Дальгрен, Джефф
Джефф Дальгрен (англ. Jeff Dahlgren, род. 9 октября 1965, Лос-Анджелес, Калифорния) — американский гитарист, продюсер и актёр.

## Биография и карьера
Родился в Лос-Анджелесе.
В период с 1982 по 1985 год был вокалистом панк-рок-группы Wasted Youth.
В начале 1990-х годов познакомился с Милен Фармер. Снимался с ней в фильме «Джорджино» (Giorgino) в 1994 году. Сотрудничал с Фармер в Калифорнии, участвовал в записи её альбомов и выступал на её концертах. Также был продюсером и гитаристом группы Katsük из Техаса, США.

### Фильмография
В 1994 году Дальгрен сыграл главную роль во французском фильме «Джорджино» (Giorgino) режиссёра Лорана Бутонна. Фильм был одним из самых продаваемых в России. В 2015 году Дальгрен сыграл главную роль в научно-фантастическом триллере «Космос» режиссёра Саймона Хоррокса, который выпустили в виде мини-сериала из пяти частей.

## Личная жизнь
После съёмок «Джорджино» у него был роман с Милен Фармер. Пара разорвала отношения в 1999 году.